# 菲利普斯塔尔
菲利普斯塔尔是德国黑森州的一个市镇。总面积21.31平方公里，总人口4193人，其中男性2120人，女性2073人（2011年12月31日），人口密度197人/平方公里。